# CloverWorks
CloverWorks Inc. (株式会社, Kabushiki-gaisha KurōbāWākusu) é um estúdio de animação japonês que foi rebatizado a partir do estúdio Kōenji da A-1 Pictures. É uma subsidiária da empresa de produção de anime Aniplex da Sony Music Entertainment Japan.

## Criação
Em 1º de abril de 2018, a A-1 Pictures renomeou seu Kōenji Studio como CloverWorks, que possui uma identidade de marca única, distinguível de seu principal Asagaya Studio. O estúdio está sediado em Suginami, Tóquio.
Quatro produções anime mudaram o estúdio creditado de A-1 Pictures para CloverWorks após a renomeação da marca. As produções em questão são: Slow Start, Darling in the Franxx, Persona 5: The Animation e Ace Attorney (segunda temporada). Slow Start mudou o estúdio creditado após o fim da tiragem original, enquanto Darling in the Franxx mudou o estúdio creditado durante a produção.
Em 1º de Outubro de 2018, a CloverWorks anunciou que tinha se separado da A-1 Pictures, embora continuasse a ser uma subsidiária da Aniplex.

## Obras

### Séries de Televisão
| Título                                                     | Canais de Televisão | Data de lançamento    | Última exibição        | Episódio  | Nota                                                                        | Referência |
| ---------------------------------------------------------- | ------------------- | --------------------- | ---------------------- | --------- | --------------------------------------------------------------------------- | ---------- |
| Slow Start                                                 | Tokyo MX            | 7 de janeiro de 2018  | 25 de março de 2018    | 12        | Baseado no mangá de tirinhas (Yonkoma) escrito por Yuiko Tokumi.            | [ 5 ]      |
| Darling in the Franxx                                      | Tokyo MX            | 13 de janeiro de 2018 | 7 de julho de 2018     | 24        | Produção original. Co-produçao com o Trigger junto com a A-1 Pictures.      | [ 6 ]      |
| Persona 5: The Animation                                   | Tokyo MX            | 8 de abril de 2018    | 30 de setembro de 2018 | 26        | Baseado no jogo de vídeo game homônimo produzido pela desenvolvedora Atlus. | [ 7 ]      |
| Rascal Does Not Dream of Bunny Girl Senpai                 | ABC                 | 4 de outubro de 2018  | 27 de dezembro de 2018 | 13        | Baseado na light novel escrita por Hajime Kamoshida.                        | [ 8 ]      |
| Dakaichi                                                   | Tokyo MX            | 5 de outubro de 2018  | 28 de dezembro de 2018 | 13        | Mangá escrito por Hashigo Sakurabi.                                         | [ 9 ]      |
| Ace Attorney (segunda temporada)                           | NNS (ytv)           | 6 de outubro de 2018  | 30 de março de 2019    | 23        | Sequência de Ace Attorney.                                                  | [ 10 ]     |
| Fairy Tail                                                 | TXN (TV Tokyo)      | 7 de outubro de 2018  | 29 de setembro de 2019 | 51        | Co-produção com A-1 Pictures junto com Bridge.                              | [ 11 ]     |
| The Promised Neverland                                     | Fuji TV (Noitamina) | 11 de janeiro de 2019 | 29 de março de 2019    | 12        | Baseado no mangá shōnen escrito por Kaiu Shirai.                            | [ 12 ]     |
| Fate/Grand Order - Absolute Demonic Battlefront: Babylonia | Tokyo MX            | 5 de outubro de 2019  | 21 de março de 2020    | 21        | Baseado no jogo de celular Fate/Grand Order desenvolvido por Delightworks.  | [ 13 ]     |
| Auto Boy - Carl from Mobile Land                           | NHK-E               | 2 de abril de 2020    | A definir              | A definir | Produção original. Projeto infantil multimídia de Aniplex e SMEJ.           | [ 14 ]     |
| Fugō Keiji Balance: Unlimited                              | Fuji TV (Noitamina) | 9 de abril de 2020    | 24 de setembro de 2020 | 11        | Baseado na light novel escrita por Yasutaka Tsutsui.                        | [ 15 ]     |
| The Promised Neverland (segunda temporada)                 | Fuji TV (Noitamina) | 8 de janeiro de 2021  | 26 de março de 2021    | 11        | Sequência de The Promised Neverland.                                        | [ 16 ]     |
| Horimiya                                                   | Tokyo MX            | 10 de janeiro de 2021 | A definir              | A definir | Baseado no mangá de comédia romântica escrito por HERO.                     | [ 17 ]     |
| Wonder Egg Priority                                        | NTV                 | 13 de janeiro de 2021 | A definir              | A definir | Produção original.                                                          | [ 18 ]     |
| Shadows House                                              | Tokyo MX            | 11 de abril de 2021   | A definir              | A definir | Baseado no mangá sobrenatural escrito por Somato.                           | [ 19 ]     |
| Tokyo 24th Ward                                            | Tokyo MX            | 6 de janeiro de 2022  | 7 de abril de 2022     | 12        | Produção original.                                                          |            |
| Akebi's Sailor Uniform                                     | Tokyo MX            | 9 de janeiro de 2022  | 27 de março de 2022    | 12        | Baseado no mangá Slice of life escrito por Miyuki Kuroki.                   |            |
| My Dress-Up Darling                                        | Tokyo MX            | 9 de janeiro de 2022  | 27 de março de 2022    | 12        | Baseado no mangá comédia romântica escrito por Shinichi Fukuda.             |            |
| Spy × Family                                               | TV Tokyo            | 9 de abril de 2022    | 25 de junho de 2022    | 12        | Baseado no mangá comédia escrito por Tatsuya Endo.                          |            |
| In the Heart of Kunoichi Tsubaki                           | Tokyo MX            | 10 de abril de 2022   | 3 de julho de 2022     | 12        | Baseado no mangá comédia escrito por Sōichirō Yamamoto.                     |            |
| Shadows House Season 2                                     | Tokyo MX            | 9 de julho de 2022    | 24 de setembro de 2022 | 12        | Sequência de Shadows House.                                                 |            |
| Spy × Family Part 2                                        | TV Tokyo            | 1 de outubro de 2022  | 24 de dezembro de 2022 | 12        | Sequência de Spy × Family.                                                  |            |
| Bocchi the Rock!                                           | Tokyo MX            | 9 de outubro de 2022  | 24 de dezembro de 2022 | 12        | Baseado no mangá comédia escrito por Aki Hamaji.                            |            |
| UniteUp!                                                   | Tokyo MX            | 7 de janeiro de 2023  | 15 de abril de 2023    | 12        | Baseado em um projeto multimídia da Sony Music Entertainment Japan.         |            |
| Horimiya: Piece                                            | Tokyo MX            | 1 de julho de 2023    | 23 de setembro de 2023 | 12        | Relacionado a Horimiya.                                                     |            |
| Spy × Family Season 2                                      | TV Tokyo            | 7 de outubro de 2023  | 23 de dezembro de 2023 | 12        | Sequência de Spy × Family Part 2.                                           |            |
| Wind Breaker                                               | JNN (MBS, TBS)      | 5 de abril de 2024    | 28 de junho de 2024    | 13        | Baseado no mangá escrito por Nii Satoru                                     | [ 20 ]     |

### Filmes
| Título                                   | Data de lançamento    | Nota                                                         | Referência |
| ---------------------------------------- | --------------------- | ------------------------------------------------------------ | ---------- |
| Rascal Does Not Dream of a Dreaming Girl | 15 de junho de 2019   | Sequência de Rascal Does Not Dream of Bunny Girl Senpai.     | [ 21 ]     |
| Her Blue Sky                             | 11 de outubro de 2019 | Produção original.                                           | [ 22 ]     |
| Saekano the Movie: Finale                | 26 de outubro de 2019 | Sequência de Saekano: How to Raise a Boring Girlfriend Flat. | [ 23 ]     |

### ONAs/OVAs
| Título                                               | Data de lançamento                       | Episódio  | Nota | Referência |
| ---------------------------------------------------- | ---------------------------------------- | --------- | --- | ---------- |
| Diary of Our Days at the Breakwater                  | 28 de março de 2018                      | 8         | Um curta-metragem Slice of life com fragmentos da vida cotidiana de vários personagens do grupo japonês 22/7. | [ 24 ]     |
| Persona 5: The Animation - Proof of Justice          | 29 de maio de 2019                       | 1         | Episódio OVA lançado juntamente com o 11º volume Blu-ray de Persona 5: The Animation.                         | [ 25 ]     |
| Persona 5: The Animation - A Magical Valentine's Day | 26 de junho de 2019                      | 1         | Episódio OVA lançado juntamente com o 12º volume Blu-ray de Persona 5: The Animation.                         | [ 25 ]     |
| Sakura Wars ~Sakura Kakumei ~Hana Saku Otome-tachi~  | 2 de setembro de 2020                    | 1         | ONA promocional para o novo jogo móvel Sakura Wars.                                                           | [ 26 ]     |
| Powerful Pro Yakyū Powerful Kōkō-hen                 | 20 de março de 2021 – 3 de abril de 2021 | 4         | Baseado no jogo de smartphone Jikkyō Powerful Pro Yakyū desenvolvido por Konami.                              | [ 27 ]     |
| Grand Order - Grand Temple of Time: Solomon          | A definir                                | A definir | Sequência de Fate/Grand Order - Absolute Demonic Front: Babylonia.                                            | [ 28 ]     |